# 懇話会
懇話会（こんわかい、旧字体：懇話會）とは、大日本帝国憲法下における貴族院における院内会派の名称。通称は勤倹尚武連（きんけんしょうぶれん、旧字体：勤󠄁儉尙武連󠄀）。後に庚子会（こうしかい、明治33年（1900年）3月3日 -）と改称しながら、明治34年（1901年）12月7日まで続いた。

## 歴史

### 前史
明確な時期は不明だが、帝国議会が設置された明治23年（1890年）11月から程なく谷干城・曾我祐準・鳥尾小弥太・山川浩・島津忠済らによって結成されたとされ、50人を有して研究会・三曜会とともに初期議会を代表する会派となった。翌24年（1891年）3月18日に近衛篤麿・二条基弘らが財政問題の調査を目的とした月曜会を設立すると、谷ら懇話会員も他の貴族院議員と共に参加したが、やがて懇話会・研究会・三曜会が活動を開始すると月曜会は会合が開かれなくなり、明治25年（1892年）3月以後に事実上解散となった。
明治24年12月14日に谷が第1次松方内閣へ提出した政費節減（同様の主張を掲げた民党と違い、節減で捻出した財源を地租軽減ではなく国防充実へ振り分けることを主張していた）・政府への批判を込めた「勤倹尚武の建議案」にちなみ彼を含むグループは勤倹尚武連と呼ばれた（建議案は親政府だった研究会の抵抗で否決）。懇話会が正式に発足した時期も明らかでないが、遅くとも明治25年6月頃と推定されている。ただし、『華族会館誌』によると同年1月から既に懇話会の名称が出ていること、建議案提出直後に谷・島津ら懇話会の中心人物が議員30人と協議した記録が残されていることから、発足は明治24年12月頃とする見方もある。
この会派は陸軍右派として排除された「四将軍派」のうち谷・曾我・鳥尾が揃った（残りの三浦梧楼は三曜会に属した）事に代表されるように国粋主義色の強い右派が多く、藩閥政府――特に伊藤博文に対しては国家の混乱を招いた人物として敵対意識が強く、山縣有朋系の会派に移行した研究会の方針に不満を抱いて懇話会の結成に参加した者もおり、この両者に対する反発が根強かった。その一方で、超然主義を支持する他会派とは違い、自由民権運動系の政党への敵意は弱く、大隈重信・板垣退助の進歩党・自由党が合流した憲政党が樹立した第1次大隈内閣に対しては好意的な中立を維持した。谷を中心とした懇話会の政治主義は明治天皇への忠誠、衆議院（政党）と内閣（藩閥）からの独立と監視、中立と政策吟味を重視する是々非々主義を取っており、三曜会を組織した近衛篤麿らと主張が同じなため、彼等と組んだ強硬姿勢で藩閥の障害として立ちはだかった。
だが、懇話会には弱点があった。それは少数精鋭である点であり、谷らの経歴は貴族院でも群を抜いていたが、賛成・反対関係なく意見を表明することを目的としていた。メンバーがそれぞれの自己主張を押し通す態度も災いし、個人間の連携も取れていなかった。こうした特徴から、懇話会は良く言えば一騎当千の大物が揃っていたが、悪く言えば纏まりが弱く、やがて多数派で数の力と団結を重視する研究会に圧倒されていった。

### 貴族院の有力会派
明治25年5月に谷が第1次松方内閣へ選挙干渉への抗議を書いた建議案を提出し貴族院で可決、同じく干渉を非難した衆議院の問責決議案可決も相まって内閣に大打撃を与えた。民法と商法の施行延期も実現させ、政府や衆議院と対等な地位に立った。懇話会は続く第2次伊藤内閣とは外交問題で対立し対外硬を唱え大隈重信が率いる立憲改進党に賛成、以後も大隈の政党（立憲改進党→進歩党→憲政党→憲政本党）に好意的な反面伊藤との対立姿勢を継続、日清戦争後の戦後財政を軍拡反対の立場から三曜会と共に反対した。明治29年（1896年）に第2次伊藤内閣総辞職後に成立した大隈と松方正義の連立政権（第2次松方内閣）は支持に回り、谷が貴族院予算委員に加わり貴族院議長に就任した近衛と並び政権を支え、軍拡を志向する政府と予算の対立はあったが新聞紙条例の緩和に尽力、懇話会は三曜会と共に貴族院の有力会派となった。この時が、懇話会の最盛期だった。
ところが、この頃から懇話会の衰退が始まる。当初弱小会派だった研究会が多くの議員を引き入れる工作を展開、明治25年に発足した選挙団体・尚友会を拠点に選挙の組織票を集め、会員統制を通じて組織体制を固め、積極的に会員を勧誘し急成長していったのである。明治30年（1897年）に貴族院の有爵互選議員総改選が行われると、懇話会・三曜会合わせても18人しか当選出来ず、反対に研究会は46人も当選させ、懇話会・三曜会が研究会に惨敗する結果となっただけでなく、有爵議員をほとんど尚友会に取られそこからの引き抜きが出来なくなったことも明らかになり、両会派は一転して生き残りを模索する立場に追いやられてしまった。

### 衰退、新会派結成へ
明治32年（1899年）には最大68人を有したが、山縣の側近平田東助が親政府派の茶話会で活動しつつ無所属団（第一次無所属）の結成、無所属団と茶話会の大半を入れた幸倶楽部派（70人）の誕生による政府与党の結成に尽力した結果、貴族院は研究会と幸倶楽部派が勢力を拡大、平田と同じく山縣の側近清浦奎吾が研究会を率いて幸倶楽部派と提携、政府与党が貴族院の大半を占めた。のみならず、山縣と部下の桂太郎が首相だった時期に勅選議員を続々と無所属団と茶話会に入会させた。こうなると、懇話会・三曜会は勅選議員からの引き抜きも出来なくなり、ますます衰退が加速する事態に陥った。
翌33年（1900年）には内紛から離脱者が相次ぎ、谷ら主流派40名は「庚子会」と名乗る。だが、研究会の台頭に対して衰退を続けたために、同年発足した第4次伊藤内閣の予算案に反対した際、谷が研究会の協力に泣いて感謝したことが伝えられるなど（山口弘達子爵の証言）、もはや庚子会は貴族院の主流から外れ、存続が危ぶまれていった。予算問題も伊藤の工作による天皇の詔書が貴族院に下されると庚子会を含む貴族院は政府との妥協を余儀なくされ、以後貴族院は目立った動きを控えた。そして、庚子会は明治34年（1901年）に三曜会の後継会派である朝日倶楽部と合併して新会派・土曜会を結成した。